# Terrorism i Danmark
Terrorism i Danmark är terrorattentat som utförs i Danmark eller av personer med anknytning till Danmark. Likt övriga länder fick Danmark ett ökat fokus på att försvara sig mot terrorism efter 11 september-attackerna i New York år 2001. Attentatet i New York ledde till skärpta lagar på en rad områden. Den 31 maj 2002 antog Folketinget antiterrorlagstiftning som syftade till att förebygga terrorism både i Danmark och internationellt. De nya lagarna använde en definition som överensstämde med de som används av EU och FN.

## Händelser

### 2006

#### Vollsmosesagen
Sju personer anhölls i stadsdelen Vollsmose i Odense i september 2006, misstänkta för ha samlat ihop material för tillverkning av en eller flera sprängladdningar. De befanns skyldiga i en rättegång 2007. Mohammad Zaher och Ahmad Khaldhahi dömdes till 12 års fängelse och konvertiten Abdallah Andersen dömdes till 5 års fängelse.

### 2007

#### Glostrupsagen
I februari 2007 blev fyra män åtalade för att ha samarbetat med en dansk av turkisk härkomst och en svensk med bosnisk härkomst som blivit dömda för terrorplaner i Bosnien. Abdul Basit Abu-Lifa som var 18 år gammal blev dömd till sju års fängelse, en dom som Højesteret bekräftade. De övriga åtalade dömdes inte.

#### Stöd till Hamas
I september 2007 greps åtta män misstänkta för att ha planlagt terrorattentat. Enligt PET är de gripna militanta islamister som hade kopplingar till ledarskapet i Al-Qaida. Domstolen dömde två misstänkta och de fick 12 respektive 7 års fängelse som påföljd. De hade framställt sprängmedel och deltagit i träningsläger i gränslandet mellan Afghanistan och Pakistan.

#### Mansoursagen
I april 2007 blev islamisten Said Mansour dömd till tre år och sex månaders fängelse för uppmaning till terrordåd. Anklagelserna vilade på videoinspelningar cd-skivor med material som uppmanade andra att utföra våldsam jihad.
I februari blev den nu 54-årige Mansour, som bytt namn till Sam Mansour, häktad igen för att ha stöttat terrorism.

### 2009

#### Ekonomiskt stöd till PFLP och FARC
Højesteret dömde sex åtalade som arbetade på klädfirma Fighters+Lovers där intäkterna gick till Folkfronten för Palestinas befrielse och FARC. De åtalade fick villkorliga fängelsestraff på mellan två och sex månader.

### 2010

#### Terrorattentat mot Kurt Westergaard
Den 1 januari 2010 försökte en 28-årig dansk-somalier med kopplingar till Al-Shabab mörda den danske serietecknaren Kurt Westergaard som levde under polisskydd efter att hans karikatyrer noterats i islamistiska cirklar. Westergaard undkom oskadd och den 4 februari 2011 dömdes attentatsmannen till 9 års fängelse och livstids utvisning för terrorbrott och mordförsök. Landsretten höjde straffet till tio års fängelse vilket prövades och godkändes av Højesteret år 2012.

#### Attentatsplanerna mot Jyllands-Posten
I december 2010 greps fyra män som rest från Sverige beväpnade med eldvapen: Munir Awad, Omar Abdalla Aboelazm, Mounir Dhahri och Sahbi Zalouiti. Enligt Politiets Efterretningstjeneste avsåg de att döda så många som möjligt på Jyllands-Postens redaktion.

#### Bomben på Hotel Jørgensen
I september 2010 sprängde den 24-årige tjejtenen Lors Doukajev sin hemmagjorda sprängladdning av misstag på Hotel Jørgensen. Han sårades vid detonationen och greps senare i Ørstedsparken. Sprängladdningen antogs vara avsedd för morgontidningen Jyllands-Posten. Doukajev dömdes till 12 års fängelse.

#### Ekonomiskt stöd till FARC
Københavns Byret dömde Patrick MacManus, ordförande i föreningen Oprør, till sex månaders fängelse för att ha skickat pengar till den colombianska gerillarörelsen FARC.

### 2013

#### David Headley och Tahawwur Rana
I januari 2013 dömdes amerikan-pakistaniern David Headley, även känd som Daood Sayed Gilani, till 35 års fängelse efter att han under mars 2010 i Chicago erkänt sig skyldig till att ha medverkat vid Terroristattackerna i Bombay 2008 då över 200 dödades, och att ha deltagit i Terrorplanerna i Köpenhamn 2010 på planeringsstadiet. Tahawwur Rana, en bekant till Headley, förklarades skyldig under 2011 och i januari 2013 dömdes han till 14 års fängelse.

#### Träningsläger för al-Shabaab
I mars 2013 blev två dansk-somaliska bröder dömda till tre år och sex månaders fängelse vardera för att ha arrangerat den äldre broderns deltagande i ett träningsläger som tillhörde terrornätverket Al-Shabab.

### 2015

#### Attentatet i Köpenhamn 2015
Attentatet i Köpenhamn 2015 attackerade Omar Abdel Hamid El-Hussein kulturhuset Kulturhuset Krudttønden(da) (svenska: 'kruttunnan') i Köpenhamn den 14 februari 2015 och attackerade en synagoga senare under natten. Hussein sköts till döds vid Nørrebro morgonen därpå. 
Attentatet inträffade vid kulturhuset "Krudttønden" i samband med ett pågående debattmöte med rubriken Konst, hädelse och yttrandefrihet som organiserat av Lars Vilks Komiteen. Under mötet närvarade den svenske konstnären, karikatyrtecknaren och debattören Lars Vilks. Även Frankrikes ambassadör i Danmark, François Zimeray, deltog. Under ett anförande av Femenaktivisten Inna Sjevtjenko avlossade gärningsmannen 30 till 40 skott rakt in i lokalen genom en fönsterruta varvid en privatperson, filmskaparen Finn Nørgaard, dödades och tre poliser skadades. Lars Vilks och den franske ambassadören undkom oskadda och kunde sätta sig i säkerhet.
Natten mot söndagen, vid 00.50, avlossades även skott mot Köpenhamns synagoga på Krystalgade i Köpenhamns centrala delar varvid en ung judisk man som stod vakt dödades. Två poliser tillfogades skottskador. Polis sköt ihjäl Hussein vid 05:40 samma natt.

### 2016

#### Tændstik-sagen
Två syriska flyktingar, Moyed el-Zoebi som befann sig i Sverige och Dieab Khadigah i Tyskland planerade ett terrorattentat i Köpenhamn hösten 2016.
År 2015 kom el-Zoebi som flykting till Sverige tillsammans med sin fru och deras ettåriga son. Efter att El-Zoebi frikändes för ett attentat mot en shiamuslimsk församling började han planera ett terrorattentat mot ett politiskt mål i Köpenhamn tillsammans med den andre syriske flyktingen som befann sig i södra Tyskland. De planerade att bygga fem bomber och sedan angripa allmänheten med knivar. I el-Zoebis dator hittade myndigheterna att han hade undersökt ambassader och turistmål. Khadigah och el-Zoebi möttes aldrig öga mot öga, utan gjorde all planering online tillsammans med en handledare ifrån IS.
Khadigah nådde aldrig Köpenhamn eftersom han avvisades vid danska gränsen då han saknade ett pass och trott att han, då Danmark var en del av Schengen, kunde ta sig in i Danmark via Puttgarden endast med hjälp av ett ID-kort. Danska polisen som undersökte hans ryggsäck hittade flera ovanliga föremål. Han fick behålla sin ryggsäck och skickades tillbaka till Tyskland där han arresterades nästa dag. I juli 2017 dömdes Khadigah till sex och ett halvt års fängelse för att ha planerat ett terrorattentat.
Som en del av rättegången byggde sprängämnesexperter kopior av bomberna enligt de anklagades ritningar som detonerades. Sprängkraften visade sig vara dödlig på upp till 50 meters håll. I maj 2019 dömdes el-Zoebi av Københavns Byret för att ha planlagt ett terrorattentat i den Islamiska statens namn.

### 2017

#### Kundby-sagen
År 2017 dömdes en 17-årig flicka, som konverterat till Islam och därefter radikaliserats, för terrorbrott till åtta års fängelse. Två år tidigare planerade hon två sprängattentat, ett riktat mot en skola i Kundby och ytterligare ett mot en judisk skola. Enligt åklagaren rörde det sig om terrorbrott eftersom attentaten riktade sig mot icke-troende som en form av jihad.

### 2019

#### Landsomfattande arresteringar av misstänkta med islamistiskt motiv
I december 2019 gjordes en insats polisregionerna Østjylland, Københavns Vestegn, Nordjylland, Midt- og Vestjylland, Midt- og Vestsjælland, Fyn och København då tjugo personer arresterades för att ha försökt tillförskaffa sig skjutvapen och tillverka bomber. De misstänkta hade enligt Politiets Efterretningstjeneste islamistiska motiv.